# La Paquita
La Paquita é um município da província de Córdova, na Argentina.